# Gedeutereerd azijnzuur
Gedeutereerd azijnzuur (ook aangeduid als azijnzuur-d4 of perdeuteroazijnzuur) is een gedeutereerd oplosmiddel met als brutoformule C2D4O2. Het is een isotopoloog van azijnzuur en wordt gebruikt als oplosmiddel in de NMR-spectroscopie. De stof komt bij kamertemperatuur voor als een kleurloze ontvlambare en corrosieve vloeistof, die in alle verhoudingen met water mengbaar is.